# Międzynarodowe Przepisy o Zapobieganiu Zderzeniom na Morzu
Międzynarodowe Przepisy o Zapobieganiu Zderzeniom na Morzu (MPZZM), określane skrótowo jako Międzynarodowe prawo drogi morskiej (MPDM). Konwencja w sprawie międzynarodowych przepisów o zapobieganiu zderzeniom na morzu (COLREG 1972) została sporządzona w Londynie 20 października 1972 roku przez IMO po jednym egzemplarzu w językach angielskim i francuskim. Zastąpiła ona wcześniejsze przepisy o zapobieganiu zdarzeniom na morzu z 1960 roku. Została ratyfikowana przez Polskę 6 maja 1977 roku.
Konwencja zawiera zbiór przepisów określających przepisy drogi obowiązujące statki morskie: definicje statków, rozmieszczenie świateł i innych znaków sygnałowych, postępowanie w każdych warunkach widzialności.

## Część A - Postanowienia ogólne
Prawidła 1 - 3.
Zawiera zakres stosowania konwencji, odpowiedzialność i podstawowe definicje.

## Część B - Prawidła wymijania

### Rozdział I
Zachowanie się statków we wszelkich warunkach widzialności.
Prawidła 4 - 10.

### Rozdział II
Zachowanie się statków widzących się wzajemnie
Prawidła 11 - 18.

### Rozdział III
Zachowanie się statków podczas ograniczonej widzialności
Prawidło 19. 

## Część C - Światła i znaki
Prawidła 20 - 31.
Zawiera definicje świateł i znaków, ich widzialność oraz układ dla każdego rodzaju statku.

## Część D - Sygnały dźwiękowe i świetlne
Prawidła 32 - 37.
Zawiera definicje sygnałów, zakres ich stosowania, wraz z sygnałami wzywania pomocy.

## Część E - Zwolnienia
Prawidło 38.
Określa jednostki poza-konwencyjne.

## Załączniki

### Załącznik I
Rozmieszczenie oraz szczegóły techniczne świateł i znaków.

### Załącznik II
Dodatkowe sygnały statków rybackich łowiących blisko siebie.

### Załącznik III
Szczegóły techniczne środków do sygnalizacji dźwiękowej.

### Załącznik IV
Sygnały wzywania pomocy.